# Liste der Bodendenkmale in Marienfließ
In der Liste der Bodendenkmale in Marienfließ sind alle Bodendenkmale der brandenburgischen Gemeinde Marienfließ und ihrer Ortsteile aufgelistet. Grundlage ist die Veröffentlichung der Landesdenkmalliste mit dem Stand vom 31. Dezember 2020.
Die Baudenkmale sind in der Liste der Baudenkmale in Marienfließ aufgeführt.

## Bodendenkmale
| Gemarkung                     | Flur       | Kurzansprache                                                                     | Bodendenkmalnummer | Bemerkung                         | Bild |
| ----------------------------- | ---------- | --------------------------------------------------------------------------------- | ------------------ | --------------------------------- | ---- |
| Frehne (Lage)                 | 2, 3, 4, 6 | Dorfkern Neuzeit, Turmhügel deutsches Mittelalter, Dorfkern deutsches Mittelalter | 111646             |                                   |      |
| Krempendorf (Lage)            | 1, 8       | Dorfkern Neuzeit, Dorfkern deutsches Mittelalter                                  | 111635             |                                   |      |
| Krempendorf, Meyenburg (Lage) | 101, 110   | Mühle Neuzeit, Mühle deutsches Mittelalter                                        | 111509             |                                   |      |
| Stepenitz (Lage)              | 4, 5       | Kloster deutsches Mittelalter, Dorfkern deutsches Mittelalter, Dorfkern Neuzeit   | 111636             | Hauptartikel: Kloster Marienfließ |      |